# Saved (album)
Saved je dvacáté studiové album Boba Dylana. Album vyšlo v červnu 1980 pod značkou Columbia Records. Jedná se o druhé album z Dylanovy křesťanské trilogie.

## Seznam skladeb
| Strana 1 | Strana 1               | Strana 1        | Strana 1 |
| Pořadí   | Název                  | Autor           | Délka    |
| -------- | ---------------------- | --------------- | -------- |
| 1.       | A Satisfied Mind       | Hayes, Rhodes   | 1:57     |
| 2.       | Saved                  | Dylan, Drummond | 4:00     |
| 3.       | Covenant Woman         | Dylan           | 6:02     |
| 4.       | What Can I Do for You? | Dylan           | 5:54     |
| 5.       | Solid Rock             | Dylan           | 3:55     |

| Strana 2       | Strana 2       | Strana 2       | Strana 2 |
| Pořadí         | Název          | Autor          | Délka    |
| -------------- | -------------- | -------------- | -------- |
| 1.             | Pressing On    | Dylan          | 5:11     |
| 2.             | In the Garden  | Dylan          | 5:58     |
| 3.             | Saving Grace   | Dylan          | 5:01     |
| 4.             | Are You Ready  | Dylan          | 4:41     |
| Celková délka: | Celková délka: | Celková délka: | 42:39    |

## Sestava
- Bob Dylan - kytara, harmonika, klávesy, zpěv
- Fred Tackett - kytara
- Tim Drummond - baskytara
- Jim Keltner - bicí
- Spooner Oldham - klávesy
- Terry Young - klávesy, zpěv
- Clydie King - zpěv
- Carolyn Dennis - zpěv
- Monalisa Young - zpěv
- Regina Havis - zpěv